# 아이스 에이지 2
아이스 에이지 2(Ice Age: The Meltdown)는 블루 스카이 스튜디오에서 제작하고 20세기 폭스에서 배급한 아이스 에이지의 2006년 속편이다.

## 줄거리
매니, 시드, 디에고는 사방이 높은 얼음벽으로 둘러싸여 있고 다른 많은 생물들이 서식하는 계곡에 살고 있다. 트리오는 얼음벽이 실제로는 댐이며, 붕괴하면 계곡을 범람시킬 수 있는 저수지를 겨우 지탱하고 있다는 것을 발견한다. 독수리는 그들에게 계곡 반대편에 자신들을 구할 수 있는 배가 있지만 3일 안에 도착해야 한다고 말한다. 댐 꼭대기에서 얼음 덩어리가 떨어져 즉시 대피가 시작된다. 매니는 또한 자신이 살아남은 마지막 매머드일지도 모른다는 생각으로 고심한다.
한편, 중생대 이후 얼어붙어 있던 메트리오린쿠스 크레타세우스와 글로비덴스 마엘스트롬은 얼음이 녹으면서 탈출하여 홍수 중에 가능한 한 많은 포유류를 잡아먹으려 한다. 배로 향하는 여정에서 트리오는 자신을 주머니쥐라고 믿는 매머드 엘리와, 엘리가 자신의 형제라고 믿는 장난꾸러기 주머니쥐 크래시와 에디를 만난다. 시드는 그들을 배로 가는 여정에 초대하고, 엘리는 받아들인다. 연못을 건너는 동안 크레타세우스와 마엘스트롬과의 위험한 만남 이후, 엘리는 자신이 매머드라는 것을 깨닫는다. 매니는 그녀에게 사랑에 빠지기 시작하지만, 죽은 아내와 아이를 대체하는 것 같은 느낌 때문에 처음에는 자신의 감정을 부인한다. 매니와의 유대감 형성에도 불구하고, 매니가 "종족을 구하자"고 제안하자 그녀는 그에게서 거리를 둔다. 엘리와 매니는 나중에 화해한다.
무리들은 밤을 위해 휴식을 취한다. 다음 날, 무리는 뜨거운 간헐천 들판 뒤에서 배를 발견한다. 매니, 시드, 디에고는 두 매머드가 어떤 경로가 가장 안전한지에 대해 논쟁하면서 엘리, 크래시, 에디와 헤어진다.
매니, 시드, 디에고가 간헐천을 우회하자마자 얼음 댐이 무너져 계곡에 홍수가 닥친다. 더 안전하지만 긴 길을 택한 엘리, 크래시, 에디는 낙석으로 인해 동굴 안에 갇힌다. 크래시와 에디는 작은 구멍을 통해 탈출하여 매니에게 경고하고, 매니는 엘리를 구하기 위해 서둘러 돌아간다. 크레타세우스와 마엘스트롬은 수중에서 매니를 습격하지만, 매니는 그들을 속여 바위를 움직이게 하여 엘리를 풀어준다. 매니와 엘리는 바위 위에서 다른 이들과 재회하지만, 물은 여전히 불어나고 있다. 한편, 스크랫은 도토리를 되찾기 위한 일련의 불행한 모험 끝에 그들 옆의 인접한 빙벽을 기어 올라가 얼음을 뚫으면서 의도치 않게 긴 균열을 만든다. 균열은 거대한 틈으로 넓어져 벽을 찢어 열고 홍수를 배수하여 모두를 구한다. 그 과정에서 스크랫은 틈 안으로 떨어져 휩쓸려간다.
나중에 한 무리의 매머드가 틈에서 나타나 매머드가 실제로 멸종하지 않았다는 것을 모두에게 증명한다. 매니는 처음에 엘리를 매머드 무리와 함께 가게 하지만, 시드와 디에고의 격려로 과거에서 벗어나기로 결정한 후, 그는 그녀를 따라잡아 그녀와 함께 있고 싶다는 소망을 표현한다. 매니, 시드, 디에고, 엘리, 크래시, 에디는 그 후 계곡 밖으로 모험을 떠난다.
틈으로 떨어져 거의 익사할 뻔한 스크랫은 도토리로 가득 찬 천국에 들어가는 근사 체험을 한다. 갑자기 그는 거대한 도토리에 막 도달하려 할 때 "빨려 들어가는" 자신을 발견한다. 스크랫은 그 후 자신이 시드에 의해 소생되었음을 발견한다. 스크랫은 시드가 자신의 도토리를 훔쳤다고 믿으며 격분하여 그를 맹렬히 공격한다.

## 한국판 성우진
- 설영범 - 매니
- 이인성 - 시드
- 홍성헌 - 디에고
- 장우영 - 엘리
- 장광 - 크래쉬
- 김관진 - 에디
- 하일성 - 늙은 독수리
- 조오련 - 거북이
- 송유근 - 비버 소년
- 엄홍길 - 딱정벌레 아버지
- 최열 - 모울혹
- 크라잉 넛 - 독수리들
- 최정원 - 독수리 어머니

## 같이 보기
- 컴퓨터 애니메이션 영화 목록